# رائول دیاز آرچه
رائول دیاز آرچه (انگلیسی: Raúl Díaz Arce؛ زادهٔ ۱ فوریهٔ ۱۹۷۰) بازیکن فوتبال اهل السالوادور است.
از باشگاه‌هایی که در آن بازی کرده است می‌توان به باشگاه فوتبال آگویلا، باشگاه فوتبال کلرادو رپیدز، باشگاه فوتبال نیوانگلند رولوشن، باشگاه فوتبال دی‌سی یونایتد و باشگاه فوتبال سن خوزه ارث‌کوئیکز اشاره کرد.
وی همچنین در تیم ملی فوتبال السالوادور بازی کرده است.